# Mauro Bonino
Mauro Bonino (Sanremo, 30 marzo 1963) è un ex cestista e allenatore di pallacanestro italiano.

## Carriera
Ha giocato in Serie A1 con Rieti.

## Post-carriera
Al termine della carriera è diventato responsabile tecnico della Sea Basket Sanremo.

## Palmarès

### Squadra
- Coppa Korać: 1

Sebastiani Rieti: 1979-80

### Individuale
- Detentore del record sui tiri liberi con il 94,6% nella stagione 1994-95